# Мажарка
Мажа́рка — село в Україні, у Берестинському районі Харківської області. Населення становить 806 осіб. Орган місцевого самоврядування — Мажарська сільська рада.
Після ліквідації Кегичівського району 19 липня 2020 року село увійшло до Красноградського (Берестинського) району.

## Географія
Село Мажарка знаходиться біля витоків річки Можарка, нижче за течією на відстані 4 км розташовані села Вовківка і Серго. Річка в цьому місці пересихає, на ній зроблені кілька загат. Через село проходить автомобільна дорога Т 2118.
Село Мажарка розташоване в південно-західній частині Кегичівського району Харківської області. Відстань до районного центру шосейним шляхом 25 кілометрів. Площа населеного пункту 260,2 га.

## Історія
Мажарка — порівняно молоде село .
Назва МАЖАРА, маджара — (тюрк.) з решітчатими стінками великий віз; (запряжений волами) чумацький віз. В першій половині XIX століття (1849 р.) поміщик ротмістр Левченко Йосип Йосипович, (за переказами старожилів) виграв у карти 7 сімей кріпаків і 5 з них виміняв на хортів, привіз на місце теперішнього села (тоді це була верхня течія річки Можарки), біля володінь своєї рідні, і звелів кріпакам зліпити для себе халупчину. Згодом тут і зросло село.
Мажарка за переписом 1859 року значиться панським хутором із 12 дворами, у яких було 57 чоловіків і 56 жінок.
За територіально-адміністративним устроєм 1925 року село ввійшло до Полтавської округи Сахновщинського району Мажарської сільради. За Всесоюзним переписом 1 грудня 1926 р . чисельність населення значно зросла. Село Мажарка. Кількість господарств — 48, неселян — 2. Населення -116 ч., 119 ж. Разом — 235.
Мажарські хутори. Кількість господарств — 227, неселян — 1. Населення — 575 ч., 567 ж. Разом — 1142.
Вовкові хутори. Кількість господарств -182, у тому числі неселянських — 4. Населення — 452 ж., 494 ч. Разом — 946 ч.
Разом по сільраді: господарств — 457, неселянських — 7. Населення — 1143 ч., 1180 ж. Разом — 2323.
Під час організованого радянською владою Голодомору 1932—1933 років померло щонайменше 229 жителів села.

## Економіка
- Молочно-товарна ферма.
- КСП «Комінтерн».
- ТОВ «Мажарка».

## Об'єкти соціальної сфери
- Школа.
- Лікарня.

## Населення
Низькі показники народжуваності в Мажарці супроводжуються високим рівнем смертності. Загалом в селі кількість померлих перевищує кількість народжених. Це означає, що природний приріст від'ємний, а тому кількість населення в селі не зростає. Природний приріст — різниця між кількістю народжених живими і померлих. В селі Мажарка природний приріст поступово підвищується і 2012 році становить навіть +1, але показники природного приросту надто низькі, щоб говорити про збільшення населення в селі.